# نادي النجاح المكناسي
نادي النجاح الرياضي المكناسي هو نادٍ رياضي مغربي من مدينة مكناس يمارس بدوري الدرجة الثالتة المغربي. يعتبر النادي الثاني في المدينة من حيث الشعبية الجماهيرية بعد النادي المكناسي، رغم أنه أنشئ قبل هذا الأخير.

## شعار النادي

الشعار القديم للنادي
شعار النادي الجديد